# Matthias Maurer
Matthias Maurer (nacido el 18 de marzo de 1970, en Sankt Wendel, Alemania) es un astronauta alemán de la Agencia Espacial Europea (ESA).

## Biografía
Matthias Maurer se graduó del Gymnasium Wendalinum de St. Wendel en 1989. Comenzó sus estudios de Ciencia y Tecnología de Materiales en la Universidad del Sarre (Alemania); después continuó estos estudios en otras universidades, concretamente en la Universidad de Leeds (Reino Unido), la Escuela Europea de Tecnología de Materiales en Nancy (Francia) y la Universidad Politécnica de Cataluña en Barcelona (España).
En 1996, Matthias recibió su diploma en ingeniería en tecnología de materiales por la  Escuela Europea de Tecnología de Materiales de Nancy (Francia) y, en 1998, dos diplomas de ingeniería más en ciencia de materiales y en tecnología de materiales por la Universidad del Sarre (Alemania). Más tarde, en 2006, complementó estos diplomas con un máster en economía para ingenieros en la Open University en Hagen (Alemania).
En 2004, Matthias se graduó con un doctorado en ingeniería de ciencia de materiales en el Instituto de Ciencias de Materiales de la Universidad Técnica de Aquisgrán (Alemania). Su tesis sobre «Los materiales compuestos ligeros hechos de espuma de aluminio con revestimientos térmicamente pulverizados» fue galardonada "con distinción" y obtuvo la nota más alta, ganando varios premios nacionales por investigación excepcional en ciencia de materiales en 2004 y 2005. Matthias es el titular de más de 10 solicitudes de patentes, siendo la mitad de ellas inscripciones internacionales.
Durante sus estudios de pregrado, Matthias sirvió como paramédico en los servicios de emergencia de Malteser. En la universidad participó en colaboraciones científicas internacionales y becas, dándole amplia experiencia internacional y cultural en Francia, España, Reino Unido, Argentina y Corea del Sur.
Mientras era estudiante Matthias trabajó como científico junior y contribuyó a la investigación sobre materiales intermetálicos para aplicaciones de alta temperatura en la Universidad de Saarland (Alemania) así como ayudando a establecer una cooperación financiada por la Unión Europea entre las universidades alemanas y argentinas en el campo científico de los materiales.
De 1999 a 2004, mientras trabajaba en su doctorado, Matthias era ingeniero de proyecto e investigador principal en la Universidad Técnica de Aquisgrán (Alemania). Así ganó experiencia substancial en la gerencia de proyectos internacionales.
De 2006 a 2010 Matthias trabajó como ingeniero de proyectos en una empresa médica que investiga materiales y tecnologías para la producción de filtros de sangre utilizados para diálisis.

## Vida como astronauta
Matthias solicitó participar en la ronda de selección de astronautas de la ESA de 2008 y logró convertirse en uno los 10 candidatos finales que superaron todas las pruebas de selección. Se incorporó a la ESA en 2010 trabajando en el Centro Europeo de Astronautas como ingeniero de soporte del equipo y como Eurocom (interlocutor entre el centro de control europeo y los astronautas a bordo de la Estación Espacial Internacional). En 2012 comenzó a encargarse de proyectos como la preparación de operaciones de vuelo con nuevos socios internacionales y la puesta en marcha de proyectos para ampliar la experiencia de la ESA en exploración espacial más allá de la Estación Espacial Internacional.
En septiembre de 2014 Matthias fue miembro del curso de formación subterránea de la ESA y contribuyó al proyecto con su experiencia como Eurocom y en laboratorio, al mismo tiempo que evaluó el programa para la participación de nuevos socios internacionales.
En julio de 2015 Matthias se unió al cuerpo europeo de astronautas en Colonia (Alemania), y comenzó su formación básica de astronauta, que completará en 2017.
En el verano de 2016 Matthias participó en la simulación de misión submarina NEEMO 21 de la NASA, pasando 16 días bajo el agua para probar hardware y experimentos de la Estación Espacial Internacional, así como para probar estrategias de exploración y herramientas de futuras misiones a Marte.
El 2 de febrero de 2017, Matthias ingresó oficialmente al Centro Europeo de Operaciones Espaciales de la ESA, convirtiéndose así en un astronauta oficial de la Agencia.
El 28 de julio de 2020 Maurer fue asignado como tripulante de reserva de Thomas Pesquet en la misión SpaceX Crew-2, a su vez que se anunció que su primer vuelo al espacio sería en 2021.
El 14 de diciembre de 2020 Maurer fue anunciado oficialmente como miembro de la tripulación de SpaceX Crew-3. El lanzamiento se realizó el 11 de noviembre de 2021, formando parte de las Expediciones 66 y 67 y su primera misión europea Cosmic Kiss. El regreso de la Crew-3 a tierra ocurrió el 6 de mayo de 2022 debido a los retrasos con las dos misiones de abril, haciendo un total de 176 días en el espacio y convirtiéndose en el tercer alemán con más tiempo en el espacio.